# Le Haillan
Le Haillan är en kommun i departementet Gironde i regionen Nouvelle-Aquitaine i sydvästra Frankrike. Kommunen ligger i kantonen Saint-Médard-en-Jalles som tillhör arrondissementet Bordeaux. År 2022 hade Le Haillan 11 499 invånare.
Staden är värd för fotbollsklubben FC Girondins de Bordeaux och utbildningscenter.

## Befolkningsutveckling
Antalet invånare i kommunen Le Haillan
Referens:INSEE

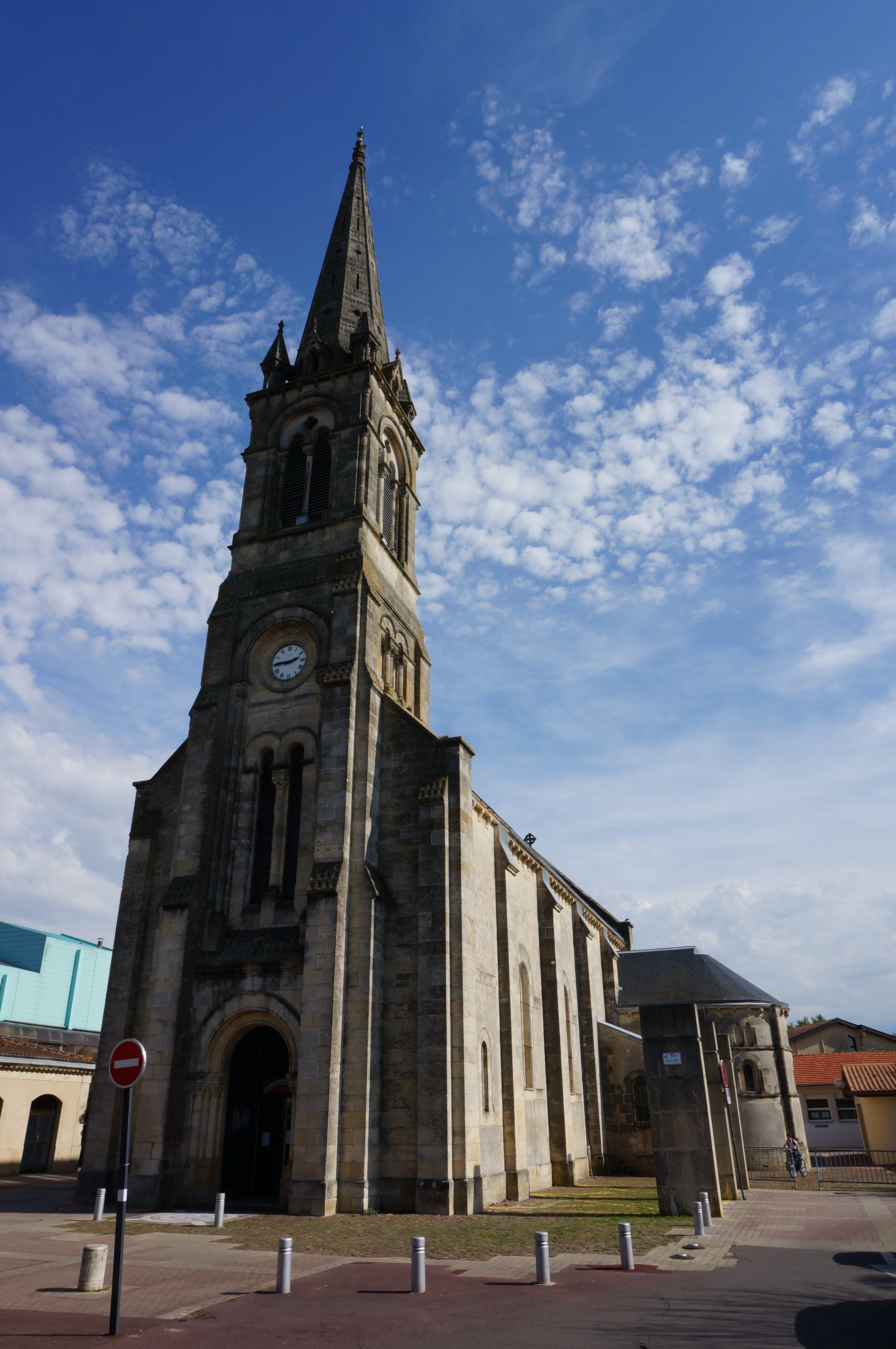
Notre-Dame de la Merci kyrkan
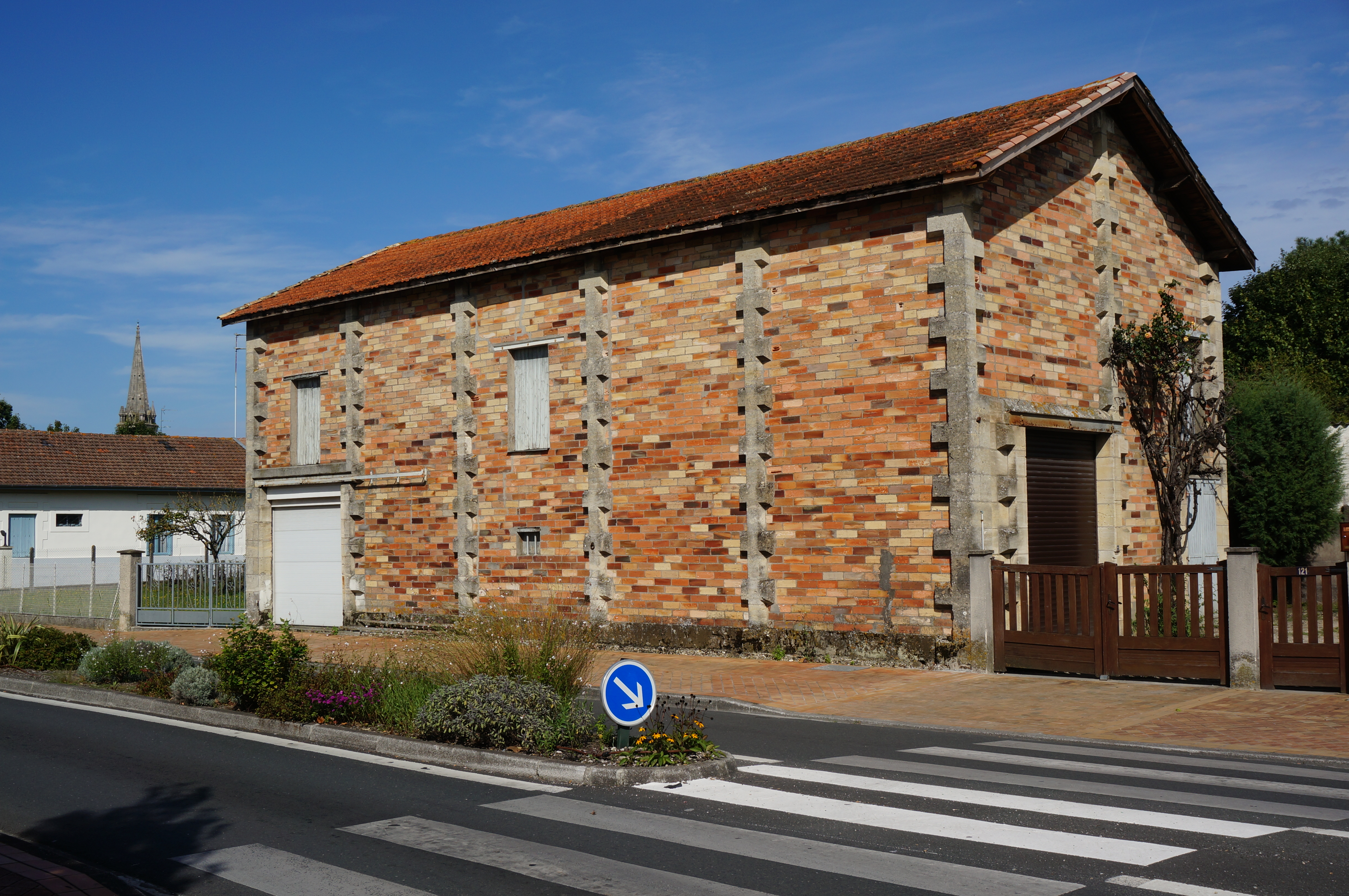
Gamla verkstad
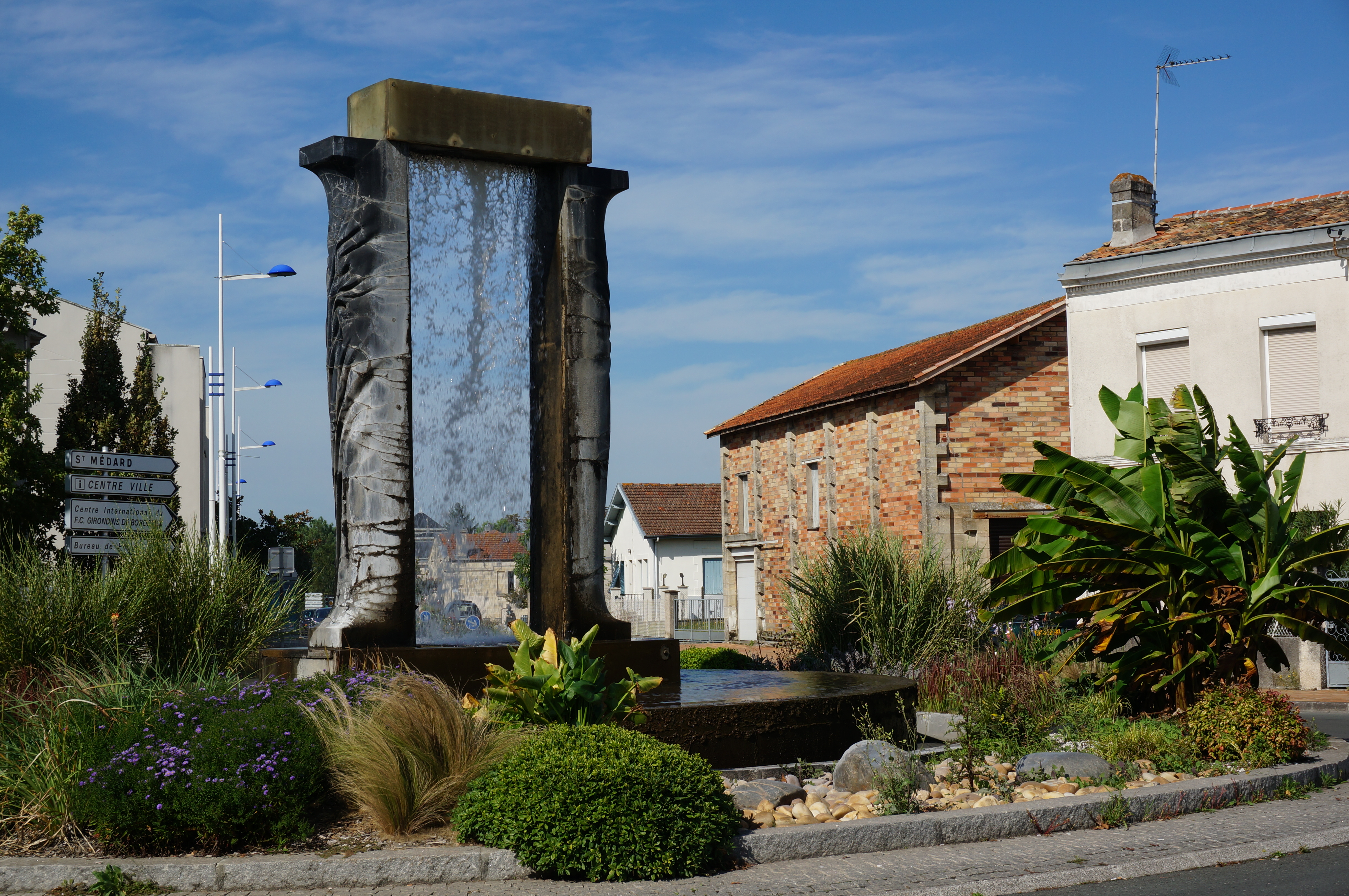
Ocean grind